# (9425) Marconcini
(9425) Marconcini (1996 CM7) – planetoida z pasa głównego asteroid okrążająca Słońce w ciągu 3,54 lat w średniej odległości 2,32 j.a. Odkryta 14 lutego 1996 roku.